# 春日集落
春日集落（かすがしゅうらく）は平戸島（長崎県平戸市）の北西部に位置する集落で、住所表示は平戸市春日町（旧北松浦郡獅子村春日免）、2012年時点で18世帯70人が暮らしている。いわゆる隠れキリシタンが切り拓いた棚田の景観が、対岸の生月島とともに「平戸島の重要文化的景観」の名称で文化財保護法に基づく重要文化的景観として選定されており、2017年に世界遺産登録審査予定であった長崎の教会群とキリスト教関連遺産の構成資産「平戸島の聖地と集落」の対象でもあったが推薦は一時取り下げられ、2018年の第42回世界遺産委員会において長崎と天草地方の潜伏キリシタン関連遺産の一つとして登録された。

## 歴史

### 伝播・普及から禁教へ
平戸にキリスト教（カトリック）が広まったのは、1550年（天文19年）にフランシスコ・ザビエルが来航し布教を始め、領主であった松浦隆信が南蛮貿易のため庇護したことによる。中でも春日集落は松浦氏の家臣でキリシタンになった籠手田安昌・籠手田安経の所領であったため、1558年（弘治4年）より宣教師ガスパル・ヴィレラによって布教が始められた。1561年（永禄4年）にルイス・デ・アルメイダが春日集落を訪れ教会堂を建立したが、その際の様子をイエズス会へ報告した書簡には「春日に到着すると、十字架へ続く道は聖体の行列を待ち受けるときのような有様であった」とある。1565年（永禄8年）には籠手田所領内での一斉改宗もあったが、寺社との確執があり神父を追放。1587年の豊臣秀吉によるバテレン追放令も波及し、平戸各地ではコンフラリアを組織し神父不在状態で信仰を維持。1599年（慶長4年）の籠手田一族の追放によって教会堂は失われた。

### 潜伏期
1612年（慶長17年）に江戸幕府が禁教令を発布、1637年（寛永14年）に島原の乱が発生すると弾圧が始まり、コンフラリアは地下組織化して仏教・神道や土着の民間信仰を装い、「納戸神」や「マリア観音」を奉じ、神棚にはロザリオを隠すなど偽装棄教を共謀した。特に春日集落では、集落内の丸尾山や背後に聳える安満岳を遥拝の対象とする自然崇拝の要素も採り入れ、オラショを秘かに唱えるなどしたことで、本来のキリスト教の教義から乖離した（シンクレティズム）。

### 解禁後
1873年（明治6年）に禁教令が解かれた後も春日集落ではカトリックに復帰せず、独自の信仰を続けているため教会堂が設立されていない。また明治以降、活動が公となったコンフラリアを継承したキリシタン講が営まれてきたが、2007年（平成19年）頃に活動が休止したとみられる。。

## 地誌
春日集落は安満岳から伸びる二筋の尾根に挟まれた長さ1キロほどの谷状の地形上に位置する。耕作地は1100ヘクタール。現在では長崎県道19号平戸田平線が春日集落を通過するが、その開通以前は安満岳中腹まで上り中野地区（山中町）へ抜けるか、船で辰ノ瀬戸を渡り対岸の生月島の舘浦へ行くしかなく、外界から遮断されており潜伏キリシタンが密かに暮らすには最適だった。
古くは畑作と漁労が営まれていたが、江戸時代に年貢徴収目的で平戸藩が田圃整備を奨励したことで棚田が形成された。棚田は安満岳から流れ出る清水（春日川）を利水し、同じく安満岳を構築する安山岩を用いて積み上げている。その石積み技術も生月島の石工によるものと目されている。特徴は棚田が海岸の海抜0メートルから標高150メートル付近まで狭い谷間いっぱいに連なる景観である（標高100メートル付近で地形が南向きに屈曲する）。棚田の範囲や配置、道や宅地の位置は1866年（慶応2年）の『安満岳麓図』と1872年（明治5年）の『字図』に描かれた状態と殆ど変っておらず、県道も棚田の屈曲に沿って通過するように作られたため景観を損なわずに済んだ。
生月島舘浦では大正時代から昭和初期にかけ巻き網漁と煮干し製造業が盛んになり大量の薪が必要となったことから、春日集落では安満岳一帯の雑木林から薪（地元の言葉で「タキモン」）を供給した。1965年（昭和40年）頃まで春日集落の農業における肥料は舘浦から持ち込まれた下肥（人糞尿）に依存しており、甕に下肥とともに生ごみや海藻を入れて発酵させたものを用いていた。その後、海岸にコンクリート製の貯蔵槽が各戸別に設けられたが、現代では廃棄物の処理及び清掃に関する法律や肥料取締法により使われることはなくなった。
春日の稲作は早場米で、9月中旬頃までには刈り入れを終える。2011年（平成23年）より「春日の棚田米」として一般販売を開始。2017年には棚田米をバチカンのローマ法王へと献上した。近年、猪などの獣害が多発していることから、集落の棚田は全て柵（一部は電気柵）で囲われており、田に降りて石積みに近づくことはできない。